# کلرک اسکولز
کلرک اسکولز (به انگلیسی: Clarke Scholes) (زادهٔ ۲۵ نوامبر ۱۹۳۰) شناگر اهل ایالات متحده آمریکا است.